# Apoptosi

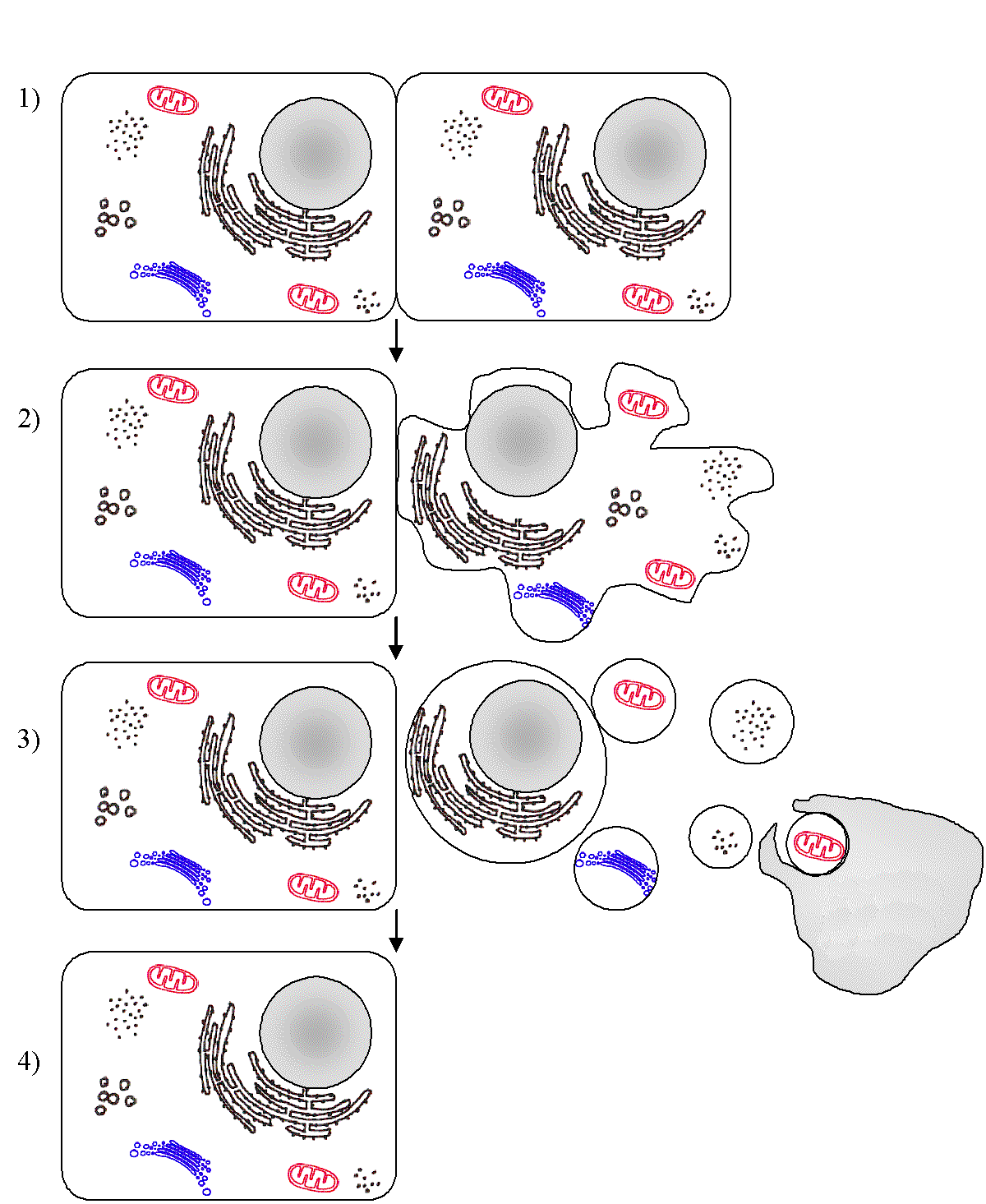
Apoptosi, mort cel·lular apoptòtica o mort cel·lular programada

L'apoptosi és una forma de mort cel·lular programada (MCP) en els organismes pluricel·lulars. Inclou una sèrie d'esdeveniments bioquímics que porten a una morfologia cel·lular característica i a la mort. En termes més específics, es tracta d'una sèrie d'esdeveniments bioquímics que duen a una varietat de canvis morfològics, incloent-hi blebbing, canvis en la membrana cel·lular com ara una pèrdua de la simetria i l'ancoratge, un empetitiment de la cèl·lula, fragmentació del nucli, condensació de la cromatina, i fragmentació de l'ADN cromosòmic (1-4). Uns processos d'expulsió dels vestigis cel·lulars, el resultat dels quals no malmeten l'organisme, distingeixen l'apoptosi de la necrosi.
A diferència de la necrosi, que és una forma de mort cel·lular traumàtica, el resultat d'una lesió cel·lular greu, l'apoptosi, en general, ofereix avantatges durant el cicle vital d'un organisme. Per exemple, el destriament dels dits d'un embrió humà en desenvolupament té lloc perquè les cèl·lules entre els dits entren en apoptosi; el resultat és que els dits són separats. Entre 50.000 i 70.000 milions de cèl·lules moren cada dia a causa de l'apoptosi en un humà adult mitjà. En un infant mitjà d'edat d'entre vuit i catorze anys, moren aproximadament 20.000-30.000 milions de cèl·lules al dia. En un any, això és equivalent a la proliferació i posterior destrucció d'una massa de cèl·lules igual al pes corporal de l'individu.
La recerca sobre l'apoptosi ha augmentat substancialment des de principis de la dècada del 1990. A més de la seva importància com a fenomen biològic, s'ha demostrat la presència de processos d'apoptosi defectuosos en una gran varietat de malalties. Una apoptosi excessiva provoca hipotròfia, com en el cas de danys isquèmics, mentre que una apoptosi insuficient causa una proliferació descontrolada de les cèl·lules, com en el cas del càncer.

## Etimologia
La paraula apoptosi ve del grec apóptōsis, formada per apó "a partir de" i ptōsis "caiguda". També es pot fer referència a l'apoptosi mitjançant les expressions "mort celular apoptòtica" i "mort celular programada". 

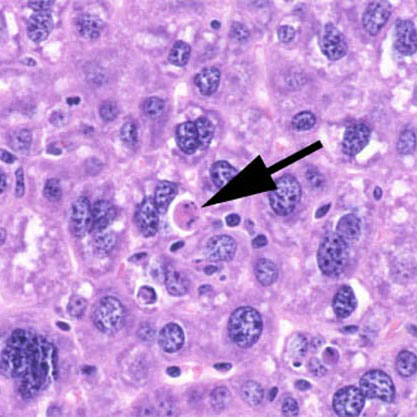
Perfil transversal d'un fetge de ratolí. La fletxa indica una cèl·lula en apoptosi.

## Mecanismes de l’apoptosi
Els processos de l’apoptosi poden ser activats per:
- una inducció negativa: com la pèrdua d’una activitat supressora, la falta de factors de creixement o la disminució dels contactes amb les cèl·lules que l'envolten.
- una inducció positiva: com és el resultat de la unió d’un lligament a un receptor o la recepció de senyals conflictius.[10]